# Asz-Szálih Szálih egyiptomi szultán
Asz-Szálih Szálih, trónra lépése előtt Szaláh ad-Dín Szálih ibn an-Nászir Muhammad (1337–1360) an-Nászir Muhammad fia, az egyiptomi türk (elterjedt, de pontatlan elnevezéssel bahri) mamlúkok huszadik szultánja, egyben az 1382-ig uralkodó kalávúnida dinasztia tizenegyedik tagja volt (uralkodott 1351. augusztus 2. – 1354. október 20. között). Teljes titulusa al-Malik asz-Szálih („a jó/erényes király”).

## Uralkodása
An-Nászir Muhammad nyolcadik, utolsóként trónra lépő fia Kutlúmaliktól, a nagy hatalmú szíriai helytartó, Tankiz al-Huszámi lányától származott. Uralkodása rövid és jelentéktelen közjáték volt a Mamlúk Birodalom történetében. Azután került trónra, hogy féltestvérét, az önállósodni kívánó an-Nászir Haszant megbuktatták az elégedetlen emírek, bizonyos Táz és Minkali. Míg a szultáni címet viselte, a hatalmat három előkelőség gyakorolta helyette: Sajhún (vagy Sajhu) a pénzügyeket, Szargatmus és Táz a hadügyeket irányította. Köztük azonban állandóak voltak a konfliktusok: Táz pl. már 1352 május/júniusa folyamán azzal vádolta meg Szargatmust, hogy Haszan restaurációján munkálkodik. Ugyanez év októberében a Damaszkuszt is kifosztó szíriai helytartók és nomád szövetségeseik lázadását kellett leverni, amit a névleg Szálih vezette sereg sikeresen véghezvitt. Közben a beduinok mind Egyiptom, mind Szíria területén belharcokat vívtak, illetve fosztogattak és védelmi pénzt szedtek, megbénítva a kereskedelmet és aláásva a közbiztonságot. Mindezt a fekete halál következtében előállt súlyos emberhiány is súlyosbította, ami egyrészt meggyengítette a katonaságot, másrészt a termelés csökkenésével rendkívüli bevételkiesést jelentett a kincstár számára, amit a főtisztviselők járandóságainak csökkentésével nem lehetett kompenzálni. A feszültségek kezelése és a veszteségek leírása érdekében a kormányzat támadást indított a koptok ellen: templomokat romboltak, elkobozták a kopt ortodox egyház birtokainak jelentős részét, felélesztették a korábbi diszkriminatív rendelkezéseket, és kiszorították őket az állami hivatalokból. Mindez nagyban hozzájárult, hogy a koptok tömegesen áttértek az iszlámra.
Szálih uralkodásának a vezető emírek körében dúló pártharcok vetettek véget. Miután Sajhún és Szargatmus úgy ítélte meg, hogy Táz az uralkodó bevonásával a megbuktatásukra tör, leszámoltak társukkal, és 1354 októberében lemondatták asz-Szálih Szálihot. Helyette an-Nászir Haszant helyezték vissza a trónra. Szálih élete hátralévő éveit börtönben töltötte.